# Pillarbox

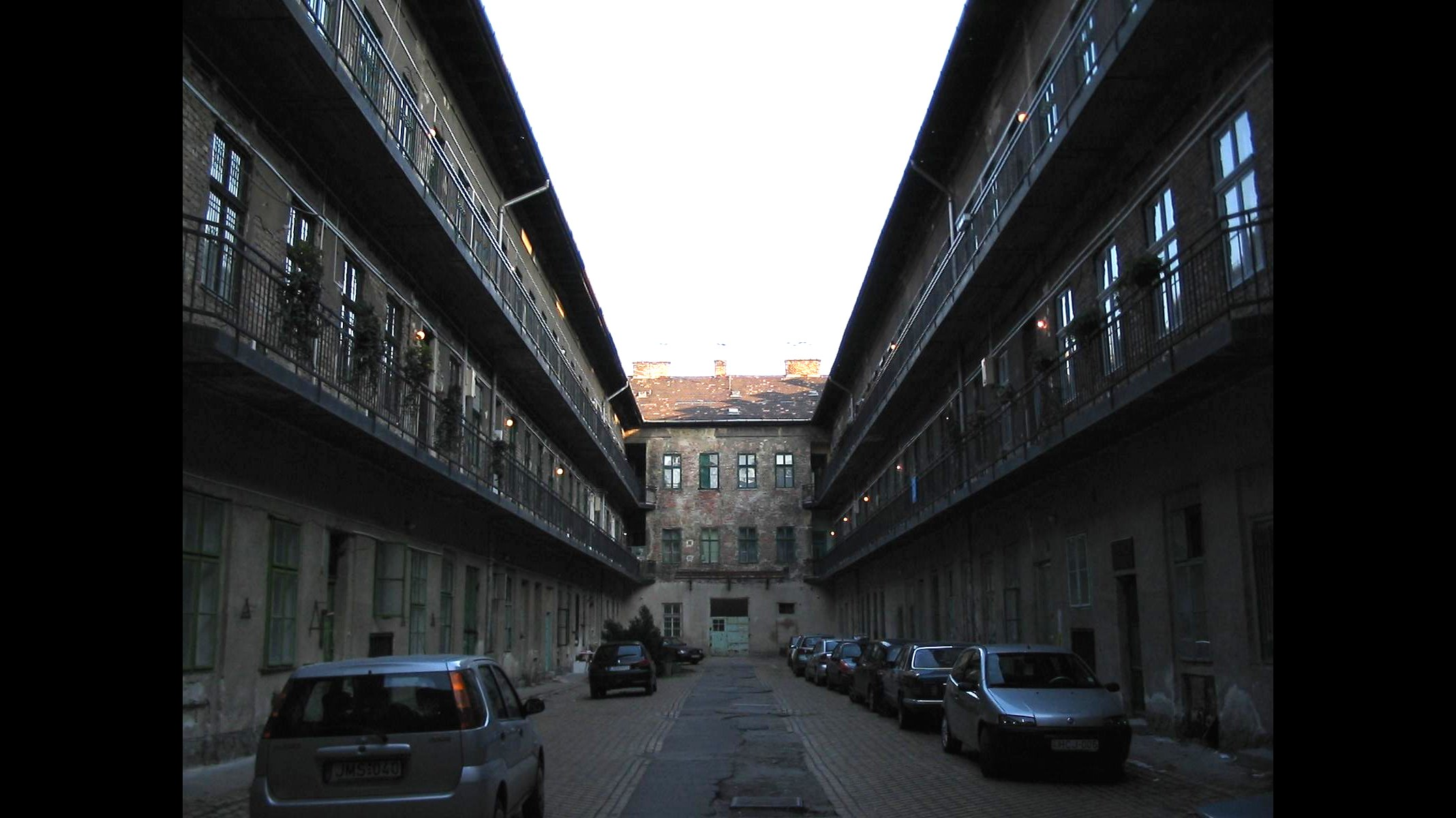
Imagem Pillarbox, foto tirada na proporção 4:3 e exibida em um monitor de televisão 16:9

O efeito de pillarbox ocorre em exibições de vídeo widescreen quando barras pretas (mate ou máscara) são colocadas nas partes laterais da imagem. Torna-se necessário quando um filme ou vídeo que não foi originalmente projetado para widescreen é exibido em uma tela widescreen, ou uma imagem widescreen mais estreita é exibida em uma proporção mais ampla, como uma imagem 16:9 em um quadro 2,39:1 (comum em cinemas). O material original é reduzido e colocado no meio do quadro widescreen.
Alguns jogos arcade mais antigos que tinham uma vertical alta e uma horizontal curta são exibidos na caixa de correio mesmo em televisões 4:3 . Alguns dos primeiros filmes sonoros feitos entre 1928–1931, como Sunrise: A Song of Two Humans, foram lançados em formatos ainda mais estreitos, como 1,20: 1, para abrir espaço para a trilha sonora no filme no estoque de filmes padrão da época. As telas apareceram em imagem 4:3.
Pillarboxing é o equivalente vertical de letterboxing e às vezes é chamado de letterbox reverso. Seu nome é derivado de sua semelhança com as caixas de correio estilo caixa de correio usadas no Reino Unido e na Comunidade das Nações. O equivalente em quatro direções é chamado de windowboxing, causado quando a programação é tanto em letterbox quanto em pilar.
Para usar toda a área da tela de uma tela widescreen (que já é significativamente menor do que uma tela full screen medida diagonal) e para evitar uma queima de tela reversa em telas de plasma, a alternativa mais simples para o pilar é cortar a parte superior e inferior. No entanto, isso resulta na perda de parte da imagem dentro do que o produtor presumiu ser a área segura . Este overscan pode ou não incomodar o visualizador, mas geralmente corta o banner do canal ou outras exibições na tela. Da mesma forma, o equivalente vertical de pan e scan é chamado de "tilt and scan" ou " pan and scan reverso". Isso move a "janela" cortada para cima e para baixo, mas raramente é feito. Uma terceira opção é esticar o vídeo para preencher a tela, mas isso geralmente é considerado feio, pois distorce severamente tudo o quê vemos na tela.[carece de fontes?]
Como certas resoluções de tela podem ser usadas tanto para tela cheia quanto para tela larga (anamórfica), a sinalização de tela larga (como a Descrição do formato ativo ) deve ser usada para informar ao dispositivo de exibição qual usar ou o visualizador deve configurá-lo manualmente, a fim de evitar pilaretes ou alongamentos desnecessários em monitores widescreen.